# San Javier (Beni)
San Javier è un comune (municipio in spagnolo) della Bolivia nella provincia di Cercado (dipartimento di Beni) con 3.103 abitanti (dato 2010).

## Cantoni
Il comune è suddiviso in 2 cantoni (popolazione al censimento 2001):
- San Javier - 996 abitanti
- San Pedro - 1.694 abitanti